# 니카호 기요시게
니카호 기요시게(일본어: 仁賀保 挙誠, 1560년 ~ 1624년 4월 1일)는 센고쿠 시대부터 에도 시대 전기의 무장, 다이묘이다. 데와국 유리군 남부를 지배한 센고쿠 다이묘이자, 니카호번의 번주이다. 간세이 중수제가보에서는 挙誠을 다카노부라고 읽고 있다. 본명은 미쓰시게(光誠)로, 둘째 아들인 시게마사(誠政)가 쇼군 도쿠가와 이에미쓰(徳川家光)의 '光'자를 피휘하여, 그 대신 '挙'자를 붙인 것으로 여겨지고 있다.
게이초 5년(1600년), 세키가하라 전투 당시, 모가미 요시미쓰로부터 도쿠가와 편에 가담할 것을 권유받아, 동족인 고스케가와 마고지로와 함께 동군에 가담하여, 데와 쇼나이까지 진격했으나, 이시다 미쓰나리가 거병하고 도쿠가와 이에야스가 보낸 문서를 받은 뒤에 거점으로 돌아갔다. 그 직후, 우에스기 가게카쓰 측의 사주를 받은 야지마 미쓰야스의 유신(遺臣)이 잇키를 일으켜서, 이를 토벌하느라 우에스기 진영을 공격하지 못했다. 이 때문에 요시미쓰로부터 서군 편을 들려 했다는 혐의를 받게 되었다. 하지만 이시다 미쓰나리가 죽은 뒤, 홀로 항전하여 우에스기 가게카쓰와 대적하였고, 수많은 성을 함락시키면서 자신이 부상을 입을 정도로 분전했다. 이 일로 이에야스로부터 영지를 안도받고 감사장을 받았으나, 전투가 끝나고 서군 가담 의혹이 제기되어 게이초 2년(1602년) 히타치노쿠니 다케다 5천 석 영지로 이봉되었다.
이후 오사카 전투에 출진하였으며, 오사카 여름 전투에서는 요도 성의 수비를 담당했다. 겐나 2년(1616년)에는 후시미성 당번을, 겐나 9년(1623년)에는 오사카성 수위직을 맡았다. 한편 당시 로주였던 도이 도시카쓰가 가신 사케노베 히데쓰나로부터 세키가하라 전투 당시의 기요시게의 용맹함을 전해듣고, 이에 감명을 받아 겐나 9년 10월에 옛 영지를 돌려주고 전봉시켜주었으며, 이리하여 기요시게는 니카호 번에 다시 자리잡게 되었다.
하지만 니카호로 돌아온 기요시게는 이듬해인 간에이 원년(1624년)에 65세의 나이로 사망하였다. 간세이 중수제가보에 나온 사망년도는 오류이다. 그가 죽은 뒤, 니카호 가문은 그의 유언에 따라 세 가문으로 분할되었다. 하지만 맏아들 요시토시(良俊)와 둘째 아들 시게마사 사이에 상속 분쟁이 일어났고, 야규 무네노리의 중재에 따라 유언대로 분할이 이루어졌다. 따라서 장남 요시토시가 가문을 계승하면서 7천 석 영지를 가지고, 차남 시게마사는 2천 석, 셋째 시게쓰구(誠次)는 1천 석을 나눠가지게 되었다. 요시토시는 비록 7천 석이었으나 엄연히 다이묘였으며 산킨코타이도 행했다고 한다. 하지만 요시토시 이후 대가 끊기면서 니카호 번은 최종 폐지되었다.
|  | 니카호번 번주 1623년 ~ 1624년 | 후임 폐번 |